# Heminoemacheilus hyalinus
Heminoemacheilus hyalinus är en fiskart som beskrevs av Lan, Yang och Chen, 1996. Heminoemacheilus hyalinus ingår i släktet Heminoemacheilus och familjen grönlingsfiskar. Inga underarter finns listade i Catalogue of Life.